# 大森めぐみ教会
大森めぐみ教会（おおもりめぐみきょうかい）は、東京都大田区池上にある日本基督教団の教会である。

## 沿革
- 1927年（昭和2年）日本組合基督教会霊南坂教会の伝道師であった岩村清四郎がめぐみ教会を設立する。
- 1941年（昭和16年）日本基督教団の創立と共に、教団所属になる。
- 1946年（昭和21年）岩村清四郎の息子の岩村信二が伝道師に就任する。
- 1947年（昭和22年）日本基督教団東大森教会と合同し、大森めぐみ教会と改称する。
- 1970年（昭和45年）パイプオルガン設置。シュヴェンケデル(フランス)製、2MP、18ストップ。
- 2000年（平成12年）岩村信二牧師が引退し、土戸清が牧師に就任する。
- 2013年（平成25年）土戸清牧師が引退し、関川泰寛、関川瑞恵が牧師、副牧師に就任する。
- 2019年（令和元年）現礼拝堂竣工。

## 主な教会員
- 村岡花子

## 所在地
- 東京都大田区池上一丁目19番35号